# Cezerye
Il cezerye (turco) è un dessert turco tradizionale semi-gelatinoso a base di carote caramellate, cocco tritato e noci, nocciole o pistacchi tostati. Tagliato in listelle rettangolari di dimensioni quadrate e servito in occasioni speciali, nella provincia di Mersina di cui è originario, si crede comunemente che sia un afrodisiaco.
Esistono variazioni del dolce dove la carota è sostituita con purè di fichi o datteri. Il nome deriva comunque dalla parola cazriyye (جزريّة), che in arabo significa "con carote".